# Born in the U.S.A. Tour
Born in the U.S.A. Tour – trasa koncertowa Bruce’a Springsteena, promująca album Born in the U.S.A.. Była ona najdłuższą i najpopularniejszą trasą w karierze artysty, a także ukazała go w nowym świetle po dwóch latach ćwiczeń – biegów oraz podnoszenia ciężarów. Trasa rozpoczęła się w czerwcu 1984 roku i jej pierwszy etap obejmował Stany Zjednoczone oraz Kanadę. Drugi etap trasy, rozpoczęty w marcu 1985 roku, miał miejsce w Australii i Japonii, a trzeci etap w czerwcu, w Europie. Ostatni etap Born in the U.S.A. Tour miał ponownie miejsce w Stanach Zjednoczonych oraz Kanadzie, gdzie Springsteen z E Street Band grał wyłącznie na stadionach footballowych. Trasa zakończyła się 2 października 1985 roku koncertem w Los Angeles. W sumie Born in the U.S.A. Tour składała się z 156 koncertów.

## Daty i miejsca koncertów

### Pierwszy etap: Ameryka Północna 1984–1985
| Ameryka Północna |                               |                   |                                        |
| Data             | Miasto                        | Kraj              | Obiekt                                 |
| 29 czerwca       | Saint Paul, Minnesota         | Stany Zjednoczone | Civic Center                           |
| 1 lipca          | Saint Paul, Minnesota         | Stany Zjednoczone | Civic Center                           |
| 2 lipca          | Saint Paul, Minnesota         | Stany Zjednoczone | Civic Center                           |
| 5 lipca          | Cincinnati, Ohio              | Stany Zjednoczone | Riverfront Coliseum                    |
| 6 lipca          | Cincinnati, Ohio              | Stany Zjednoczone | Riverfront Coliseum                    |
| 8 lipca          | Richfield Township, Ohio      | Stany Zjednoczone | Richfield Coliseum                     |
| 9 lipca          | Richfield Township, Ohio      | Stany Zjednoczone | Richfield Coliseum                     |
| 12 lipca         | East Troy, Wisconsin          | Stany Zjednoczone | Alpine Valley Music Theater            |
| 13 lipca         | East Troy, Wisconsin          | Stany Zjednoczone | Alpine Valley Music Theater            |
| 15 lipca         | Chicago, Illinois             | Stany Zjednoczone | Rosemont Horizon                       |
| 17 lipca         | Chicago, Illinois             | Stany Zjednoczone | Rosemont Horizon                       |
| 18 lipca         | Chicago, Illinois             | Stany Zjednoczone | Rosemont Horizon                       |
| 21 lipca         | Montreal, Quebec              | Kanada            | Forum                                  |
| 23 lipca         | Toronto, Ontario              | Kanada            | CNE Grandstand                         |
| 24 lipca         | Toronto, Ontario              | Kanada            | CNE Grandstand                         |
| 26 lipca         | Toronto, Ontario              | Kanada            | CNE Grandstand                         |
| 27 lipca         | Saratoga Springs, Nowy Jork   | Stany Zjednoczone | Saratoga Performing Arts Center        |
| 30 lipca         | Detroit, Michigan             | Stany Zjednoczone | Joe Louis Arena                        |
| 31 lipca         | Detroit, Michigan             | Stany Zjednoczone | Joe Louis Arena                        |
| 5 sierpnia       | East Rutherford, New Jersey   | Stany Zjednoczone | Brendan Bryne Arena                    |
| 6 sierpnia       | East Rutherford, New Jersey   | Stany Zjednoczone | Brendan Bryne Arena                    |
| 8 sierpnia       | East Rutherford, New Jersey   | Stany Zjednoczone | Brendan Bryne Arena                    |
| 9 sierpnia       | East Rutherford, New Jersey   | Stany Zjednoczone | Brendan Bryne Arena                    |
| 11 sierpnia      | East Rutherford, New Jersey   | Stany Zjednoczone | Brendan Bryne Arena                    |
| 12 sierpnia      | East Rutherford, New Jersey   | Stany Zjednoczone | Brendan Bryne Arena                    |
| 16 sierpnia      | East Rutherford, New Jersey   | Stany Zjednoczone | Brendan Bryne Arena                    |
| 17 sierpnia      | East Rutherford, New Jersey   | Stany Zjednoczone | Brendan Bryne Arena                    |
| 19 sierpnia      | East Rutherford, New Jersey   | Stany Zjednoczone | Brendan Bryne Arena                    |
| 20 sierpnia      | East Rutherford, New Jersey   | Stany Zjednoczone | Brendan Bryne Arena                    |
| 25 sierpnia      | Largo, Maryland               | Stany Zjednoczone | Capital Center                         |
| 26 sierpnia      | Largo, Maryland               | Stany Zjednoczone | Capital Center                         |
| 28 sierpnia      | Largo, Maryland               | Stany Zjednoczone | Capital Center                         |
| 29 sierpnia      | Largo, Maryland               | Stany Zjednoczone | Capital Center                         |
| 4 września       | Worcester, Massachusetts      | Stany Zjednoczone | Worcester Centrum                      |
| 5 września       | Worcester, Massachusetts      | Stany Zjednoczone | Worcester Centrum                      |
| 7 września       | Hartford, Connecticut         | Stany Zjednoczone | Civic Center                           |
| 8 września       | Hartford, Connecticut         | Stany Zjednoczone | Civic Center                           |
| 11 września      | Philadelphia, Pennsylvania    | Stany Zjednoczone | The Spectrum                           |
| 12 września      | Philadelphia, Pennsylvania    | Stany Zjednoczone | The Spectrum                           |
| 14 września      | Philadelphia, Pennsylvania    | Stany Zjednoczone | The Spectrum                           |
| 15 września      | Philadelphia, Pennsylvania    | Stany Zjednoczone | The Spectrum                           |
| 17 września      | Philadelphia, Pennsylvania    | Stany Zjednoczone | The Spectrum                           |
| 18 września      | Philadelphia, Pennsylvania    | Stany Zjednoczone | The Spectrum                           |
| 21 września      | Pittsburgh, Pennsylvania      | Stany Zjednoczone | Civic Arena                            |
| 22 września      | Pittsburgh, Pennsylvania      | Stany Zjednoczone | Civic Arena                            |
| 24 września      | Buffalo, Nowy Jork            | Stany Zjednoczone | Buffalo Memorial Auditorium            |
| 25 września      | Buffalo, Nowy Jork            | Stany Zjednoczone | Buffalo Memorial Auditorium            |
| 15 października  | Vancouver, British Columbia   | Kanada            | Pacific Coliseum                       |
| 17 października  | Tacoma, Waszyngton            | Stany Zjednoczone | Tacoma Dome                            |
| 19 października  | Tacoma, Waszyngton            | Stany Zjednoczone | Tacoma Dome                            |
| 21 października  | Oakland, Kalifornia           | Stany Zjednoczone | Oakland-Alameda County Coliseum        |
| 22 października  | Oakland, Kalifornia           | Stany Zjednoczone | Oakland-Alameda County Coliseum        |
| 25 października  | Los Angeles, Kalifornia       | Stany Zjednoczone | Sports Arena                           |
| 26 października  | Los Angeles, Kalifornia       | Stany Zjednoczone | Sports Arena                           |
| 28 października  | Los Angeles, Kalifornia       | Stany Zjednoczone | Sports Arena                           |
| 29 października  | Los Angeles                   | Stany Zjednoczone | Sports Arena                           |
| 31 października  | Los Angeles                   | Stany Zjednoczone | Sports Arena                           |
| 2 listopada      | Los Angeles                   | Stany Zjednoczone | Sports Arena                           |
| 4 listopada      | Los Angeles                   | Stany Zjednoczone | Sports Arena                           |
| 8 listopada      | Tempe, Arizona                | Stany Zjednoczone | Arizona State University               |
| 11 listopada     | Denver, Kolorado              | Stany Zjednoczone | McNichols Sports Arena                 |
| 12 listopada     | Denver, Kolorado              | Stany Zjednoczone | McNichols Sports Arena                 |
| 15 listopada     | St. Louis, Missouri           | Stany Zjednoczone | St. Louis Arena                        |
| 16 listopada     | Ames, Iowa                    | Stany Zjednoczone | Hilton Coliseum                        |
| 18 listopada     | Lincoln, Nebraska             | Stany Zjednoczone | Bob Devaney Sports Center              |
| 19 listopada     | Kansas City, Missouri         | Stany Zjednoczone | Kemper Arena                           |
| 23 listopada     | Austin, Teksas                | Stany Zjednoczone | Frank Erwin Center                     |
| 25 listopada     | Dallas, Teksas                | Stany Zjednoczone | Reunion Arena                          |
| 26 listopada     | Dallas, Teksas                | Stany Zjednoczone | Reunion Arena                          |
| 29 listopada     | Houston, Teksas               | Stany Zjednoczone | The Summit                             |
| 30 listopada     | Houston, Teksas               | Stany Zjednoczone | The Summit                             |
| 2 grudnia        | Baton Rouge, Louisiana        | Stany Zjednoczone | Maravich Assembly Center               |
| 6 grudnia        | Birmingham, Alabama           | Stany Zjednoczone | Birmingham-Jefferson Convention Center |
| 7 grudnia        | Tallahassee, Floryda          | Stany Zjednoczone | Leon County Civic Center               |
| 9 grudnia        | Murfreesboro, Tennessee       | Stany Zjednoczone | Murphy Center                          |
| 11 grudnia       | Lexington, Kentucky           | Stany Zjednoczone | Rupp Arena                             |
| 13 grudnia       | Memphis, Tennessee            | Stany Zjednoczone | Mid-South Coliseum                     |
| 14 grudnia       | Memphis, Tennessee            | Stany Zjednoczone | Mid-South Coliseum                     |
| 16 grudnia       | Atlanta, Georgia              | Stany Zjednoczone | The Omni                               |
| 17 grudnia       | Atlanta, Georgia              | Stany Zjednoczone | The Omni                               |
| 4 stycznia       | Hampton, Virginia             | Stany Zjednoczone | Coliseum                               |
| 5 stycznia       | Hampton, Virginia             | Stany Zjednoczone | Coliseum                               |
| 7 stycznia       | Indianapolis, Indiana         | Stany Zjednoczone | Market Square Arena                    |
| 8 stycznia       | Indianapolis, Indiana         | Stany Zjednoczone | Market Square Arena                    |
| 10 stycznia      | Louisville, Kentucky          | Stany Zjednoczone | Freedom Hall                           |
| 13 stycznia      | Columbia, Karolina Południowa | Stany Zjednoczone | Carolina Coliseum                      |
| 15 stycznia      | Charlotte, Karolina Północna  | Stany Zjednoczone | Charlotte Coliseum                     |
| 16 stycznia      | Charlotte, Karolina Północna  | Stany Zjednoczone | Charlotte Coliseum                     |
| 18 stycznia      | Greensboro, Karolina Północna | Stany Zjednoczone | Coliseum                               |
| 19 stycznia      | Greensboro, Karolina Północna | Stany Zjednoczone | Coliseum                               |
| 23 stycznia      | Providence, Rhode Island      | Stany Zjednoczone | Civic Center                           |
| 24 stycznia      | Providence, Rhode Island      | Stany Zjednoczone | Civic Center                           |
| 26 stycznia      | Syracuse, Nowy Jork           | Stany Zjednoczone | Carrier Dome                           |
| 27 stycznia      | Syracuse, Nowy Jork           | Stany Zjednoczone | Carrier Dome                           |

### Drugi etap: Azja / Australia 1985
| Azja / Australia |           |           |                             |
| Data             | Miasto    | Kraj      | Obiekt                      |
| 21 marca         | Sydney    | Australia | Sydney Entertainment Centre |
| 23 marca         | Sydney    | Australia | Sydney Entertainment Centre |
| 24 marca         | Sydney    | Australia | Sydney Entertainment Centre |
| 27 marca         | Sydney    | Australia | Sydney Entertainment Centre |
| 28 marca         | Sydney    | Australia | Sydney Entertainment Centre |
| 31 marca         | Brisbane  | Australia | Queen Elizabeth II Stadium  |
| 3 kwietnia       | Melbourne | Australia | Royal Melbourne Showgrounds |
| 4 kwietnia       | Melbourne | Australia | Royal Melbourne Showgrounds |
| 10 kwietnia      | Tokio     | Japonia   | Yoyogi National Gymnasium   |
| 11 kwietnia      | Tokio     | Japonia   | Yoyogi National Gymnasium   |
| 13 kwietnia      | Tokio     | Japonia   | Yoyogi National Gymnasium   |
| 15 kwietnia      | Tokio     | Japonia   | Yoyogi National Gymnasium   |
| 16 kwietnia      | Tokio     | Japonia   | Yoyogi National Gymnasium   |
| 19 kwietnia      | Kyoto     | Japonia   | Kyoto Furitsu Taiikukan     |
| 22 kwietnia      | Osaka     | Japonia   | Osaka-jo Hall               |
| 23 kwietnia      | Osaka     | Japonia   | Osaka-jo Hall               |

### Trzeci etap: Europa 1985
| Europa     |               |                 |                         |
| Data       | Miasto        | Kraj            | Obiekt                  |
| 1 czerwca  | Dublin        | Irlandia        | Slane Castle            |
| 4 czerwca  | Newcastle     | Wielka Brytania | St James’ Park          |
| 5 czerwca  | Newcastle     | Wielka Brytania | St James’ Park          |
| 8 czerwca  | Göteborg      | Szwecja         | Ullevi Stadium          |
| 9 czerwca  | Göteborg      | Szwecja         | Ullevi Stadium          |
| 12 czerwca | Rotterdam     | Holandia        | Feijenoord Stadium      |
| 13 czerwca | Rotterdam     | Holandia        | Feijenoord Stadium      |
| 15 czerwca | Frankfurt     | Niemcy          | Waldstadion             |
| 18 czerwca | Monachium     | Niemcy          | Olympiastadion          |
| 21 czerwca | Mediolan      | Włochy          | San Siro                |
| 23 czerwca | Montpellier   | Francja         | Stade Ritcher           |
| 25 czerwca | Saint-Étienne | Francja         | Stade Geoffroy-Guichard |
| 29 czerwca | Paryż         | Francja         | Parc de La Courneuve    |
| 30 czerwca | Paryż         | Francja         | Parc de La Courneuve    |
| 3 lipca    | Londyn        | Wielka Brytania | Wembley Stadium         |
| 4 lipca    | Londyn        | Wielka Brytania | Wembley Stadium         |
| 6 lipca    | Londyn        | Wielka Brytania | Wembley Stadium         |
| 7 lipca    | Leeds         | Wielka Brytania | Roundhay Park           |

### Czwarty etap: Ameryka Północna 1985
| Ameryka Północna |                             |                   |                               |
| Data             | Miasto                      | Kraj              | Obiekt                        |
| 5 sierpnia       | Waszyngton, Waszyngton      | Stany Zjednoczone | Robert F. Kennedy Stadium     |
| 7 sierpnia       | Cleveland, Ohio             | Stany Zjednoczone | Cleveland Municipal Stadium   |
| 9 sierpnia       | Chicago, Illinois           | Stany Zjednoczone | Soldier Field                 |
| 11 sierpnia      | Pittsburgh, Pennsylvania    | Stany Zjednoczone | Three Rivers Stadium          |
| 14 sierpnia      | Philadelphia, Pennsylvania  | Stany Zjednoczone | Veterans Stadium              |
| 15 sierpnia      | Philadelphia, Pennsylvania  | Stany Zjednoczone | Veterans Stadium              |
| 18 sierpnia      | East Rutherford, New Jersey | Stany Zjednoczone | Giants Stadium                |
| 19 sierpnia      | East Rutherford, New Jersey | Stany Zjednoczone | Giants Stadium                |
| 21 sierpnia      | East Rutherford, New Jersey | Stany Zjednoczone | Giants Stadium                |
| 22 sierpnia      | East Rutherford, New Jersey | Stany Zjednoczone | Giants Stadium                |
| 26 sierpnia      | Toronto, Ontario            | Kanada            | Exhibition Stadium            |
| 27 sierpnia      | Toronto, Ontario            | Kanada            | Exhibition Stadium            |
| 31 sierpnia      | East Rutherford, New Jersey | Stany Zjednoczone | Giants Stadium                |
| 1 września       | East Rutherford, New Jersey | Stany Zjednoczone | Giants Stadium                |
| 4 września       | Pontiac, Michigan           | Stany Zjednoczone | Silverdome                    |
| 6 września       | Indianapolis, Indiana       | Stany Zjednoczone | Hoosier Dome                  |
| 9 września       | Miami, Floryda              | Stany Zjednoczone | Orange Bowl Stadium           |
| 10 września      | Miami, Floryda              | Stany Zjednoczone | Orange Bowl Stadium           |
| 13 września      | Dallas, Teksas              | Stany Zjednoczone | Cotton Bowl Stadium           |
| 14 września      | Dallas, Teksas              | Stany Zjednoczone | Cotton Bowl Stadium           |
| 18 września      | Oakland, Kalifornia         | Stany Zjednoczone | Oakland Alameda Coliseum      |
| 19 września      | Oakland, Kalifornia         | Stany Zjednoczone | Oakland Alameda Coliseum      |
| 23 września      | Denver, Kolorado            | Stany Zjednoczone | Mile High Stadium             |
| 24 września      | Denver, Kolorado            | Stany Zjednoczone | Mile High Stadium             |
| 27 września      | Los Angeles                 | Stany Zjednoczone | Los Angeles Memorial Coliseum |
| 29 września      | Los Angeles                 | Stany Zjednoczone | Los Angeles Memorial Coliseum |
| 30 września      | Los Angeles                 | Stany Zjednoczone | Los Angeles Memorial Coliseum |
| 2 października   | Los Angeles                 | Stany Zjednoczone | Los Angeles Memorial Coliseum |

## Wykonywane utwory
| Tytuł                                | Liczba wykonań | Udział procentowy we wszystkich koncertach |
| ------------------------------------ | -------------- | ------------------------------------------ |
| „A Woman's Got the Power”            | 1              | 0.6%                                       |
| „Atlantic City”                      | 121            | 77.1%                                      |
| „Backstreets”                        | 33             | 21.0%                                      |
| „Badlands”                           | 156            | 100%                                       |
| „Be True”                            | 1              | 0.6%                                       |
| „Beacuse the Night”                  | 42             | 26.8%                                      |
| „Bobby Jean”                         | 150            | 95.5%                                      |
| „Born in the U.S.A.”                 | 156            | 100.0%                                     |
| „Born to Run”                        | 154            | 98.1%                                      |
| „Cadillac Ranch”                     | 156            | 100.0%                                     |
| „California Sun”                     | 1              | 0.6%                                       |
| „Candy's Room”                       | 6              | 3.8%                                       |
| „Can’t Help Falling in Love Wih You” | 46             | 29.3%                                      |
| „Cover Me”                           | 136            | 86.6%                                      |
| „Dancing in the Dark”                | 156            | 100%                                       |
| „Darkness on the Edge of Town”       | 40             | 25.5%                                      |
| „Darlington County”                  | 109            | 69.4%                                      |
| „Detroit Medley”                     | 86             | 54.8%                                      |
| „Do You Love Me”                     | 114            | 72.6%                                      |
| „Downbound Train”                    | 80             | 51.0%                                      |
| „Drift Away”                         | 3              | 1.9%                                       |
| „Factory”                            | 1              | 0.6%                                       |
| „Fire”                               | 19             | 12.1%                                      |
| „Follow That Dream”                  | 10             | 6.4%                                       |
| „Glory Days”                         | 156            | 100.0%                                     |
| „Growin' Up”                         | 39             | 24.8%                                      |
| „High School Confidential”           | 2              | 1.3%                                       |
| „Highway Patrolman”                  | 27             | 17.2%                                      |
| „Hungry Heart”                       | 155            | 98.7%                                      |
| „I Fought the Law”                   | 2              | 1.3%                                       |
| „I'm a Rocker”                       | 19             | 12.1%                                      |
| „I'm Bad, I'm Nationwide”            | 1              | 0.6%                                       |
| „I'm Goin' Down”                     | 35             | 22.3%                                      |
| „I'm on Fire”                        | 116            | 73.9%                                      |
| „Independence Day”                   | 5              | 3.2%                                       |
| „Janey Don't You Lose Heart”         | 1              | 0.6%                                       |
| „Jersey Girl”                        | 13             | 8.3%                                       |
| „Johnny 99”                          | 122            | 77.7%                                      |
| „Johnny Bye Bye”                     | 38             | 24.2%                                      |
| „Jungleland”                         | 72             | 45.9%                                      |
| „Kansas City”                        | 1              | 0.6%                                       |
| „Man at the Top”                     | 2              | 1.3%                                       |
| „Mansion on the Hill”                | 21             | 13.4%                                      |
| „My Father's House”                  | 5              | 3.2%                                       |
| „My Hometown”                        | 136            | 86.6%                                      |
| „Nebraska”                           | 30             | 19.1%                                      |
| „New Orleans”                        | 1              | 0.6%                                       |
| „Night”                              | 1              | 0.6%                                       |
| „No Surrender”                       | 56             | 35.7%                                      |
| „Open All Night”                     | 16             | 10.2%                                      |
| „Out in the Street”                  | 153            | 97.5%                                      |
| „Pink Cadillac”                      | 93             | 59.2%                                      |
| „Point Blank”                        | 18             | 11.5%                                      |
| „Prove It All Night”                 | 116            | 73.9%                                      |
| „Racing in the Street”               | 74             | 47.1%                                      |
| „Ramrod”                             | 66             | 42.0%                                      |
| „Rave On”                            | 1              | 0.6%                                       |
| „Reason to Believe”                  | 58             | 36.9%                                      |
| „Rocking All Over the World”         | 13             | 8.3%                                       |
| „Rosalita (Come Out Tonight)”        | 80             | 51.0%                                      |
| „Santa Claus is Coming to Town”      | 40             | 25.5%                                      |
| „Seeds”                              | 30             | 19.1%                                      |
| „Sherry Darling”                     | 59             | 37.6%                                      |
| „Shut Out the Light”                 | 22             | 14.0%                                      |
| „Spirit in the Night”                | 13             | 8.3%                                       |
| „Stand on It”                        | 14             | 8.9%                                       |
| „State Trooper”                      | 12             | 7.6%                                       |
| „Stolen Car”                         | 5              | 3.2%                                       |
| „Street Fighting Man”                | 28             | 17.8%                                      |
| „Sugarland”                          | 2              | 1.3%                                       |
| „Sweet Soul Music”                   | 3              | 1.9%                                       |
| „Tallahassee Lassie”                 | 1              | 0.6%                                       |
| „Tenth Avenue Freeze-out”            | 26             | 16.6%                                      |
| „The Promised Land”                  | 153            | 97.5%                                      |
| „The River”                          | 78             | 49.7%                                      |
| „This Land Is Your Land”             | 19             | 12.1%                                      |
| „Thunder Road”                       | 155            | 98.7%                                      |
| „Trapped”                            | 72             | 45.9%                                      |
| „Travellin Band”                     | 14             | 8.9%                                       |
| „Twist and Shout”                    | 140            | 89.2%                                      |
| „Two Hearts”                         | 11             | 7.0%                                       |
| „Used Cars”                          | 34             | 21.7%                                      |
| „War”                                | 4              | 2.5%                                       |
| „When I Grow Up to Be a Man”         | 1              | 0.6%                                       |
| „Who'll Stop the Rain”               | 9              | 5.7%                                       |
| „Woolly Bully”                       | 4              | 2.5%                                       |
| „Working on the Highway”             | 59             | 37.6%                                      |
| „Wreck on the Highway”               | 1              | 0.6%                                       |